# Elegocampa catharina
Elegocampa catharina là một loài bướm đêm trong họ Noctuidae.